# Kaplica św. Barbary w Miedzianej Górze
Kaplica św. Barbary w Miedzianej Górze – murowana XIX-wieczna kaplica położona w Miedzianej Górze przy trasie Kielce – Łódź. Obiekt znajduje się na szczycie zalesionej Góry Buchcinej. Jego powstanie związane jest z działalnością górniczą prowadzoną na terenie gminy Miedziana Góra (niedaleko kaplicy znajduje się zapadlisko szybu wydobywczego nazywanego „św. Barbara”). 
Kaplica została wpisana do rejestru zabytków nieruchomych (nr rej.: A.423 z 1.04.1986).